# ジャックワイズマンJr.
ジャックワイズマンJr.は日本の映画プロデューサー。

## 来歴
沖縄県那覇市で貿易商の父の下に生まれる。那覇高等学校卒業。某大手映像製作配給会社勤務後、2003年に渡米し、カリフォルニアにある大学院で映画・テレビのプロデュースを専攻。大学院時代に学生ショートフィルム10作品をプロデュース、一部モントリオール国際映画祭、ロサンゼルス国際ショートフィルム映画祭等で上映される。大学院修了後、日系映画アニメ配給会社、TVCMプロダクションで働きつつ2007年にコメディ映画監督スパイシーマックと出会い、映画製作を開始する。共に製作したSpicy Mac Projectが2009年度メキシコ国際映画祭パルムドール賞を受賞し、同映画祭で日本人監督の長編作品では史上初の快挙を成し遂げる。2010年Spicy Mac Projectが全米でDVD配給され、BlockbusterやHollywood Videoでレンタル、Walmartなどで販売される。Spicy Mac Projectは邦題『史上最高のパンツ一丁男』として2011年12月16日にローランズフィルムよりDVD発売される。